# Kristýna Petrová
Kristýna Petrová (* 22. Juli 1992 in Pilsen  als Kristýna Havlíková) ist eine tschechische Schachspielerin.

## Leben

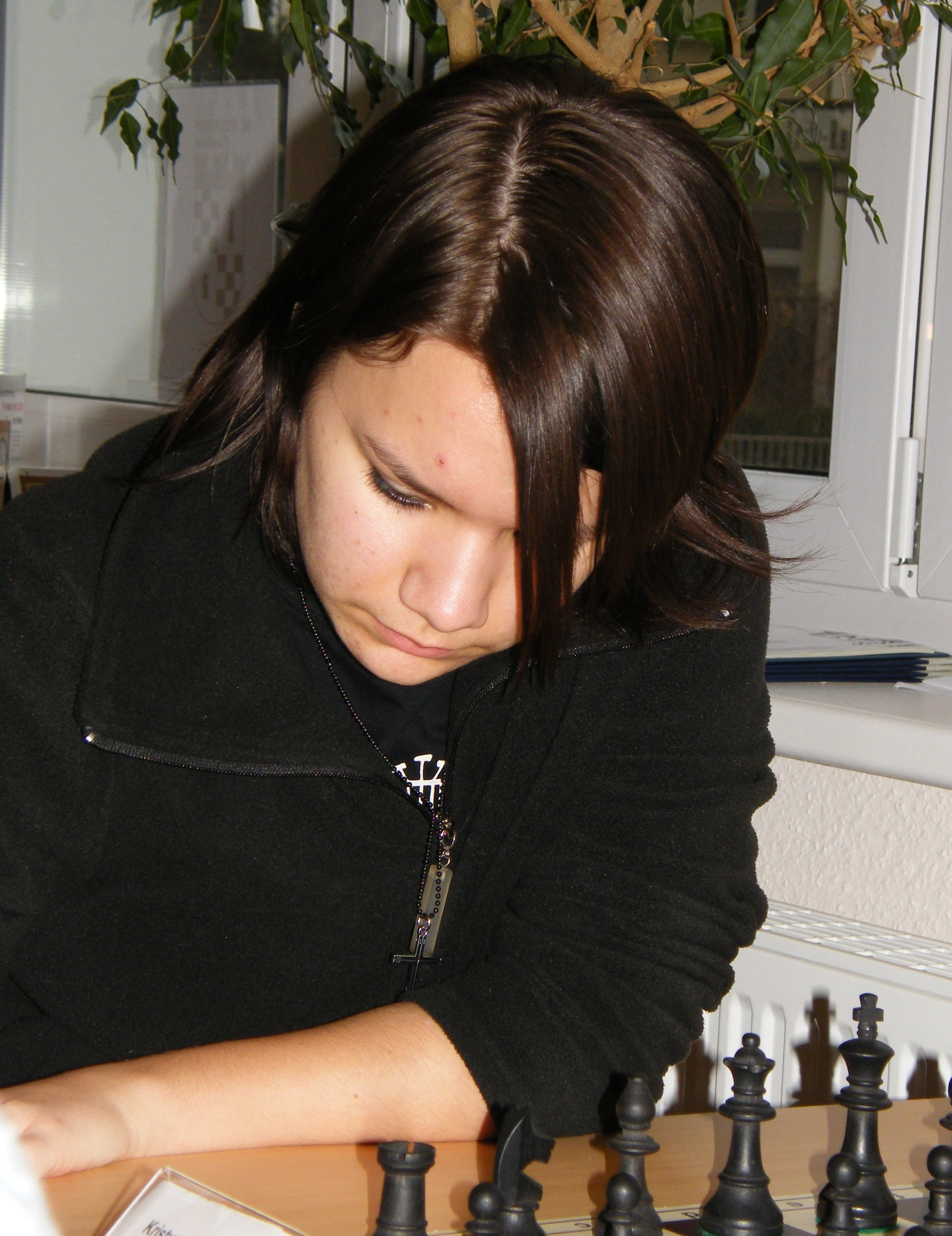
Kristýna Havlíková in der Frauenbundesliga in Berlin 2009

Trainiert wird sie zuerst von Jan Bílek und ab 2004 vom tschechischen IM Josef Juřek, mit dem sie häufig Schachturniere im süddeutschen Raum besucht. Auch ihr älterer Bruder Jindřich (* 1989) spielt Schach.

## Erfolge
Bei der U18-WM der weiblichen Jugend 2010 in Porto Carras belegte sie den vierten, bei der tschechischen Einzelmeisterschaft der Frauen im selben Jahr in Ostrava und 2011 in Pardubice den dritten Platz.
Sie ist seit 2020 Großmeister der Frauen (WGM). Die notwendigen Normen hierfür erzielte sie im Mai 2010 beim Turnier Ostravsky Konik in Ostrava, im August desselben Jahres im B2-Turnier des Schachsommers in Olmütz sowie bei der tschechischen Fraueneinzelmeisterschaft im September 2020 in Frýdek-Místek. Vorher trug sie schon den Titel Internationaler Meister der Frauen (WIM). Die notwendigen Normen hierfür erzielte sie alle im Jahr 2009: im Januar beim IM-B-Turnier in Marienbad, im April beim Arcimbex Cup in Frýdek-Místek und im Mai beim C-Turnier des Schachsommers in Olmütz. Zwar wurde der WIM-Titel schon 2009 beantragt, er konnte ihr jedoch erst im Mai 2010 verliehen werden, da sie die notwendige Elo-Zahl von 2200 noch nicht erreicht hatte. Im Dezember 2020 lag sie hinter Joanna Worek auf dem zweiten Platz der tschechischen Elo-Rangliste der Frauen.

## Nationalmannschaft
Mit der tschechischen U18-Nationalmannschaft der weiblichen Jugend nahm sie an den Europameisterschaften 2009 und 2010 teil, die beide in Pardubice stattfanden. 2010 gewann sie dabei eine Bronzemedaille mit dem Team und eine individuelle Silbermedaille für ihr Ergebnis von 5 Punkten aus 7 Partien am Spitzenbrett. Für die tschechische Frauennationalmannschaft spielte sie erstmals 2010 beim Mitropa Cup in Chur. Seitdem hat sie an den Schacholympiaden 2010 in Chanty-Mansijsk, 2012 in Istanbul, 2014 in Tromsø und 2016 in Baku und den Mannschaftseuropameisterschaften 2011, 2013, 2015 und 2017 teilgenommen.

## Vereine
Vereinsschach spielte sie in Tschechien zuerst für Union Plzeň, ab 2006 für den ŠK Sokol Klatovy. In den Saisons 2013/14 und 2016/17 spielte sie mit  ŠK ERA Poštovní spořitelna, in der Saison 2018/19 mit der zweiten Mannschaft von Siesta Solution Unichess in der höchsten Spielklasse, der Extraliga. In Deutschland spielte sie von der Saison 2008/09 bis zur Saison 2015/16 in der Frauenbundesliga für den SK Großlehna, in der Saison 2015/16 außerdem im allgemeinen Spielbetrieb in der 2. Bundesliga Ost für den TSV Bindlach-Aktionär. In Griechenland spielt Havlíková seit 2009 für E. SK Amfissa.